# Мазатланский луциан
Мазатланский луциан (лат. Hoplopagrus guentherii) — вид лучепёрых рыб семейства луциановых (Lutjanidae). Единственный представитель в одноимённом роде Hoplopagrus. Представители вида распространены в восточной части Тихого океана. Максимальная длина тела 92 см. Имеют местное промысловое значение.

## Описание
Тело высокое, сжато с боков. Верхний профиль головы полого снижается, немного выпуклый. Хорошо развиты предглазничные выемка и выпуклость. Боковые зубы на обеих челюстях конической формы, похожи на моляры; короткие и крепкие. На сошнике до пяти крупных зубов. Язык без зубов. Передняя ноздря расположена над верхней челюстью и вытянута в трубку. Задняя ноздря погружена в глубокую бороздку. На нижней части первой жаберной дуги 11—15 жаберных тычинок (включая рудиментарные). В спинном плавнике 10 жёстких и 14 мягких лучей. В анальном плавнике 3 жёстких и 9 мягких лучей. В грудных плавниках 16—17 мягких лучей. Хвостовой плавник выемчатый. В боковой линии 45—49 чешуек. На спине ряды чешуй расположены параллельно боковой линии. Общая окраска тела зеленоватая; по бокам тела проходит 8 поперечных коричневых полос; брюхо розоватое.
Максимальная длина тела 92 см, обычно до 50 см; максимальная масса тела 9,6 кг.

## Ареал и места обитания
Распространены в восточной части Тихого океана от юга Нижней Калифорнии и севера Калифорнийского залива до Эквадора, включая острова Мальпело, Кокос, Галапагосские. Морские бентопелагические рыбы. Обитают в прибрежных водах над скалистыми грунтами вблизи коралловых рифов на глубине от 3 до 50 м.

## Взаимодействие с человеком
Имеют важное значение для местного промысла. Ловят ярусами и жаберными сетями.